# Vuelta Extremadura Féminas
La Vuelta Extremadura Féminas è una corsa a tappe femminile di ciclismo su strada che si svolge in Spagna, ogni anno all'inizio di marzo. Creato nel 2023, è stato subito inserito nel Calendario internazionale femminile UCI nella classe 2.2.

## Albo d'oro
Aggiornato al 2023
| Anno | Vincitore      | Secondo     | Terzo        |
| ---- | -------------- | ----------- | ------------ |
| 2023 | Megan Armitage | Clara Emond | Maaike Coljé |